# Sony Interactive Entertainment

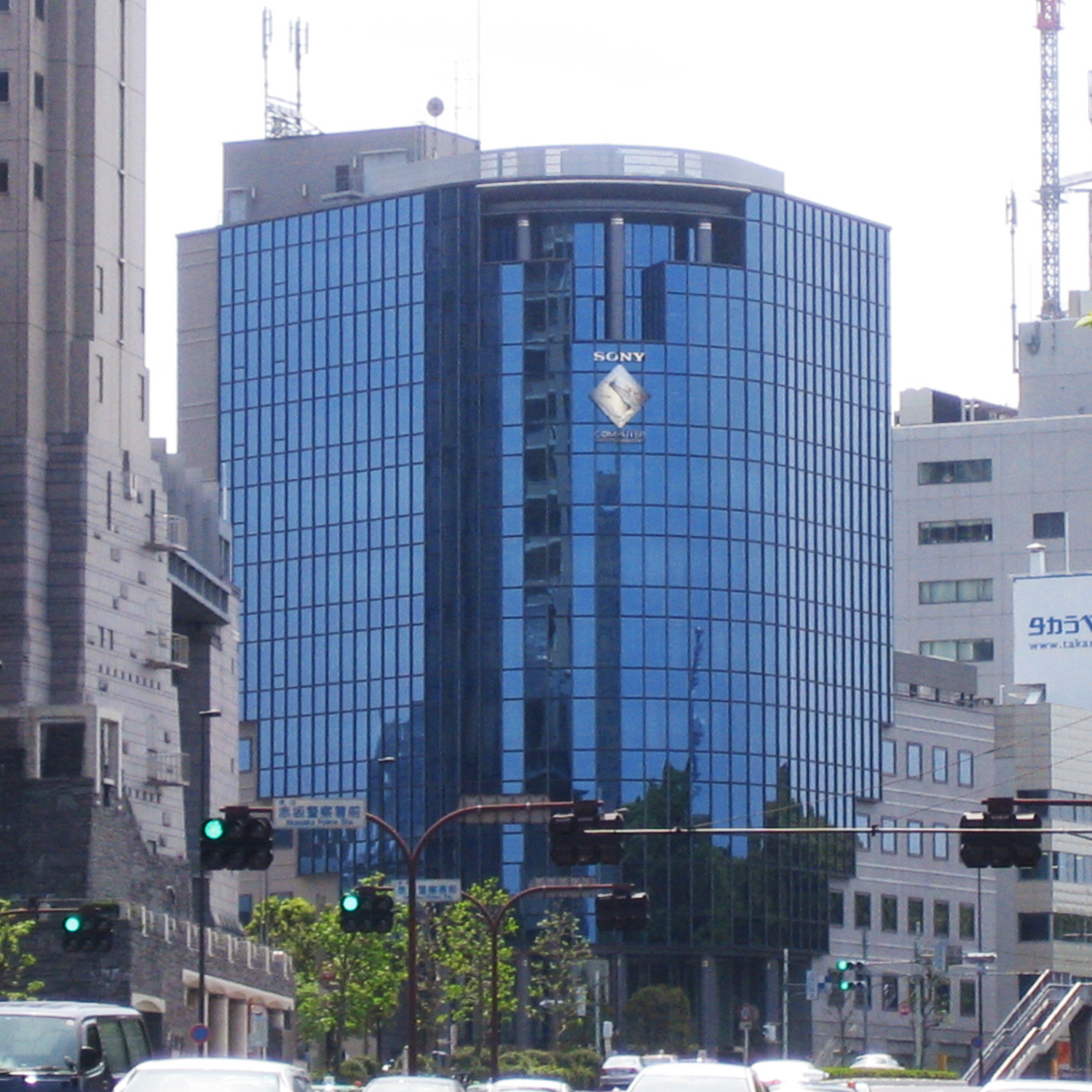
Aoyama-Yasuda-Gebäude

Sony Interactive Entertainment LLC (kurz: SIE, bis April 2016 Sony Computer Entertainment Inc. (SCEI)) ist eine Tochtergesellschaft des japanischen Technikkonzerns Sony. Gegründet am 16. November 1993 in Tokio, Japan als Sony Computer Entertainment (SCE) ist der Sitz seit 2016 im kalifornischen San Mateo. SIE ist verantwortlich für die Entwicklung, Produktion und den Verkauf von Hard- und Software für Handheld- und stationären Spielkonsolen unter dem Markennamen PlayStation. SIE betreibt weltweit mehrere Entwicklungsstudios und fungiert auch für Dritthersteller als Publisher für Computerspiele auf den PlayStation-Plattformen.

## Geschichte

Logo von SCE von 1993 bis 2016

Sony Computer Entertainment Inc. wurde 1993 von Sony und dessen Spartentochter Sony Music Entertainment Japan ins Leben gerufen, um über diese neue Tochtergesellschaft den Einstieg in den Markt für Konsolenspiele voranzutreiben. Dieser erfolgte am 3. Dezember 1994 mit der Veröffentlichung der PlayStation.
Außerhalb Japans fanden Sonys Aktivitäten im Bereich Videospiele zunächst komplett unter dem Dach des 1991 gegründeten Geschäftsbereichs Sony Electronic Publishing mit Hauptsitz in New York unter der Leitung von Olaf Olafsson statt. So kam es, dass die ab 1994 aufgebauten regionalen Abteilungen „Computer-Entertainment“ anfangs dem Bereich Electronic Publishing unterstellt waren. Erst mit einer Umstrukturierung Anfang 1997 wurden die Computer-Entertainment-Gesellschaften für Europa und Nordamerika zu direkten Tochtergesellschaften der japanischen SCEI.
Zum 1. April 2016 wurden Sony Computer Entertainment Inc. und Sony Network Entertainment International Ltd. aufgelöst und durch das neugegründete Unternehmen Sony Interactive Entertainment LLC (SIE) ersetzt, welches zukünftig für die PlayStation-Marke und alle Online-Dienste verantwortlich ist. Der Firmensitz wurde von Japan in die USA nach San Mateo verlegt.

### Nordamerika
Sony Interactive Entertainment of America (SIEA) wurde im Mai 1994 als Geschäftsbereich von Sony Electronic Publishing gegründet. Die Leitung lag zunächst bei Stephen Race und Standort war Santa Monica. Bei einer Umstrukturierung im Januar 1997 wurde die Sony Computer Entertainment America Inc. mit Sitz in Foster City als 100%ige Tochtergesellschaft von SCEI neu gegründet.

### Europa
Sony Interactive Entertainment Europe (SIEE) mit Sitz in London entstand im Januar 1995 als Geschäftsbereich der Sony Electronic Publishing Ltd. Mit der Leitung („President“) wurde Chris Deering betraut. Zum 1. April 1997 wurde umstrukturiert und die Sony Computer Entertainment Europe, Ltd. neu als 100%ige Tochtergesellschaft der SCEI aufgestellt. Zum 1. Januar 2004 wurde David Reeves zum President und COO befördert. Deering blieb als Chairman und CEO im Unternehmen.

#### Deutschland
Die deutsche Sony Electronic Publishing in Neu-Isenburg firmiert als Sony Interactive Entertainment Deutschland GmbH (SIED). Geleitet wurde die deutsche Niederlassung von Februar 2005 bis zu seinem Tod im Jahr 2021 von Uwe Bassendowski, zunächst in der Position eines Managing und Commercial Directors, spätestens seit 2007 zusätzlich als Vice President Sony Computer Entertainment Europe.
Der deutsche Konsolenmarkt gilt als traditionell der PlayStation zugewandt. Nachdem der Spielemarkt in Deutschland lange Zeit vom PC dominiert wurde, gilt er für das Unternehmen nach eigenen Angaben Stand November 2014 als zweitwichtigster europäischer Markt nach Großbritannien. In diesem Jahr betrug der Marktanteil aller Sonyplattformen am deutschen Spielemarkt rund 50 % des Gesamtumsatzes.

### Studios
Im September 2005 verkündete Ken Kutaragi, dass alle Entwicklungsstandorte in einer neuen Abteilung zusammengefasst werden, die Sony Computer Entertainment Worldwide Studios (SCE WWS). Durch diese organisatorische Zusammenlegung sollten die Spieleentwicklungsarbeiten zentral koordiniert und der Austausch zwischen den Entwicklerstudios verbessert werden. Beaufsichtigt und koordiniert wurden sie zu Beginn von Phil Harrison. Als dieser 2008 das Unternehmen verließ, übernahm Shuhei Yoshida seine Position. 2016 ging die Leitung an Shawn Layden über und der Name änderte sich zu Sony Interactive Entertainment World Wide Studios (SIE WWS). Laydens Nachfolger wurde zum November 2019 Hermen Hulst, der Gründer des Sony-Entwicklerstudios Guerilla Games. Mit der Einführung der PlayStation 5 im Jahr 2020 wechselten die SIE Worldwide Studios ihren Namen zu PlayStation Studios.

## Produkte

### PlayStation
Die PlayStation wurde unter Leitung von Ken Kutaragi anfangs als CD-ROM-Erweiterung für das Super Nintendo entwickelt. Als es zu Unstimmigkeiten zwischen Nintendo und Sony kam, in deren Verlauf Nintendo den Kooperationspartner wechselte, entwickelte Sony die PlayStation als eigenständige Konsole weiter. Am 3. Dezember 1994 erschien die PlayStation zuerst in Japan, am 9. September 1995 in den USA und in Europa am 29. September 1995. Der angebliche Arbeitstitel bei der Entwicklung des Systems soll PlayStation eXtreme gelautet haben, so dass sich das Kürzel PSX über Jahre hinweg unter Spielern als gängige Abkürzung für die Konsole hielt. Erst mit der Ablösung des ursprünglichen Modells durch die von Sony als PSOne betitelte kleinere Revision wurde das Kürzel weitgehend abgelöst; später veröffentlichte SCEJ in Japan sogar eine spezielle Variante der PlayStation 2 unter dem offiziellen Namen PSX, womit das Kürzel für die originale PlayStation endgültig überholt war. Bis zum heutigen Tag konnte sich die PlayStation/PSone über 100 Millionen Einheiten absetzen. Damit war die Sony PlayStation die meistverkaufte Konsole bis zum Erscheinen ihres Nachfolgers, der PlayStation 2.

### PlayStation 2

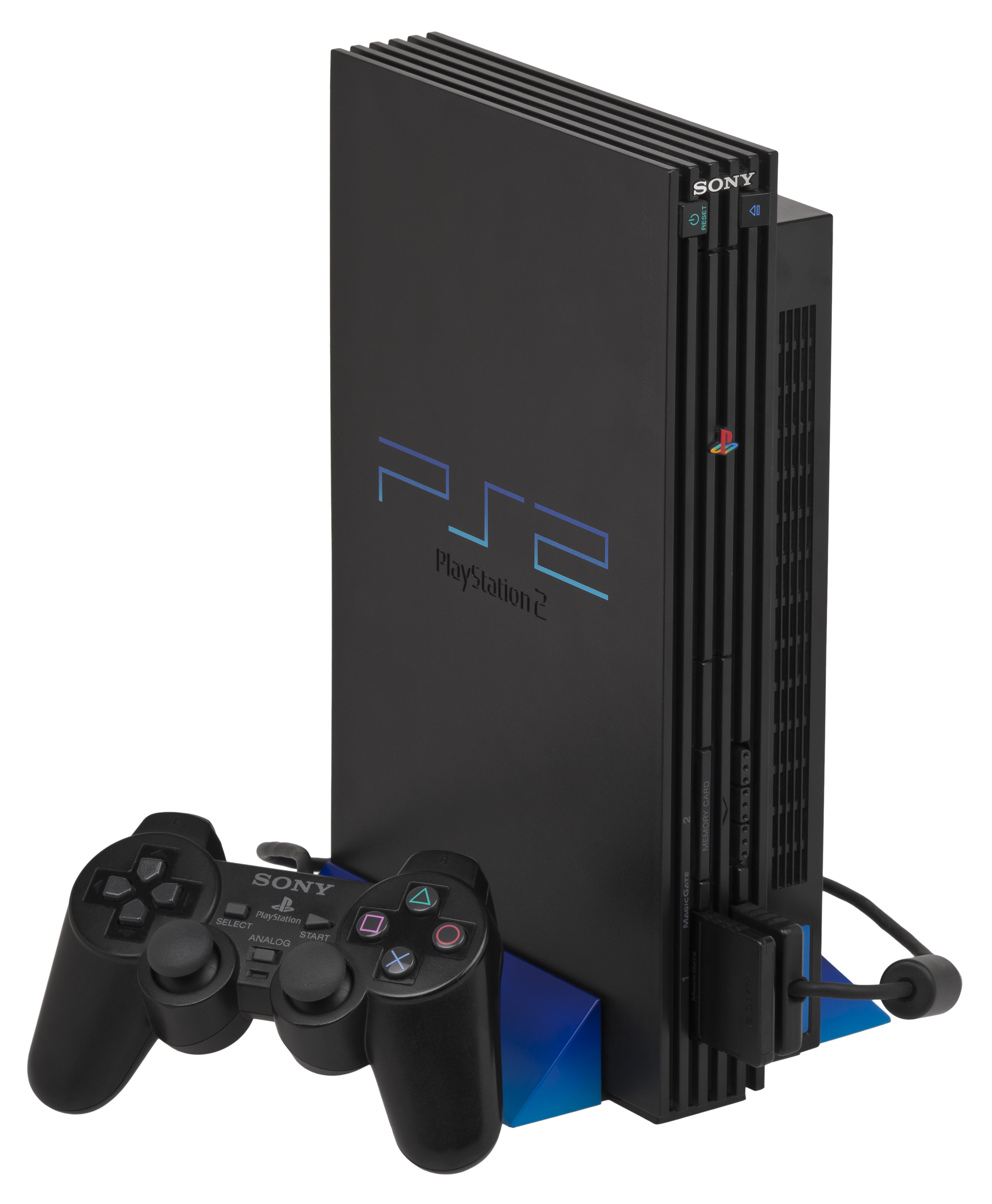
Die PlayStation-2-Videospielkonsole

1999 kündigte Sony, mit vielversprechenden Demos und Trailern, die PlayStation 2 als Nachfolger der PSone an. Sie wird angetrieben von der Emotion-Engine-CPU und der GPU „Graphics Synthesizer“. Am 4. März 2000 in Japan gestartet, musste die PS2 durch ihre hohen Anforderungen an die Spieleprogrammierung Kritik von Seiten der Spielehersteller einstecken und auch die Spiele wurden den Erwartungen anfangs nicht gerecht. Aber eine breite Third-Party-Unterstützung, DVD-Abspielmöglichkeit, Abwärtskompatibilität sowie der zeitliche Vorsprung zur Konkurrenz begünstigten die PS2 und sie konnte sich bislang 150 Millionen Mal verkaufen.

### PlayStation 3

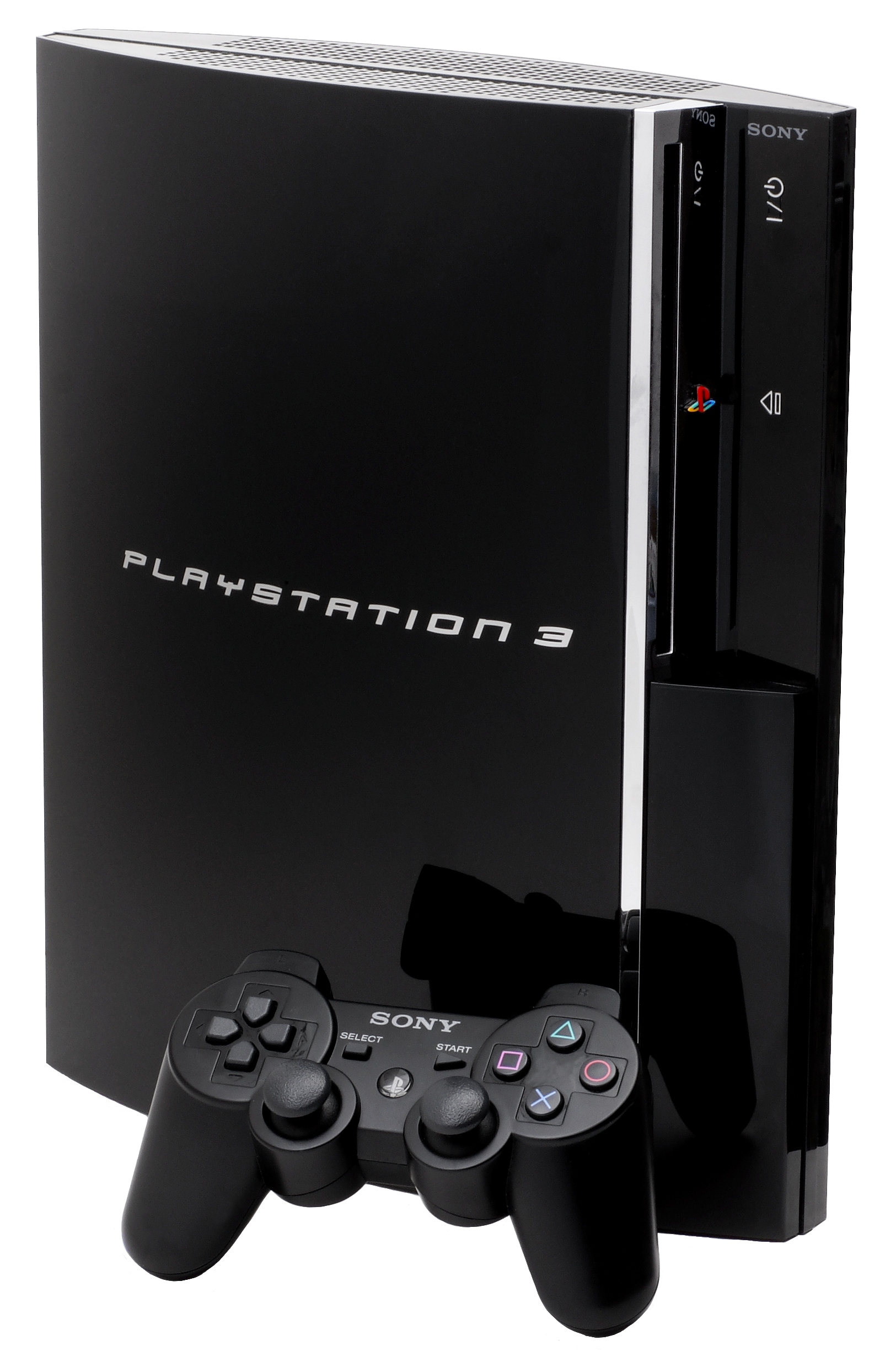
Die PlayStation-3-Videospielkonsole

Die PlayStation 3 wurde zum allerersten Mal am 16. Mai 2005, auf der E3, vorgestellt. Als CPU kam ein Cell-Prozessor zum Einsatz, der von IBM, Toshiba und Sony in Zusammenarbeit entwickelt wurde. Die GPU, der RSX (Reality Synthesizer), wurde von Nvidia konzipiert. Als Standarddatenträger setzte Sony auf das selbst mitentwickelte Blu-ray-Format, das auch zum Abspielen entsprechender Film-Datenträger genutzt werden konnte. In Japan und Nordamerika kam die PS3 im November 2006 auf den Markt.
Im Wettbewerb mit der Xbox 360 tat sich Sonys neue Konsole lange Zeit schwer. Nicht nur war die Microsoft-Konsole ein Jahr früher auf dem Markt erschienen, sondern zunächst auch deutlich günstiger im Handel erhältlich, obwohl Sony die Hardware von Anfang an subventionierte und zu einem Verkaufspreis unterhalb der Produktionskosten anbot. Der verbaute Cell-Prozessor erwies sich nicht als der erwartete Wettbewerbsvorteil, sondern machte im Gegenteil die Entwicklungsarbeiten vergleichsweise aufwändig, da es zu wenig erfahrene Spieleprogrammierer für diese Prozessorarchitektur gab und sie stark von gängigen PC-Architekturen abwich. Während die Spielentwicklung der unabhängigen Drittentwickler immer häufiger zu Veröffentlichungen für mehrere Hardwareplattformen überging, wobei plattformübergreifende Spiele-Engines wie Unreal eine bedeutsame Rolle spielten, konnte die PlayStation 3 mit ihrer vergleichsweise exotischen Architektur ihre Stärken kaum ausspielen. Entsprechend blieben die Verkaufszahlen lange hinter den Erwartungen zurück. Der Verlust der Konsolen-Marktführerschaft, begleitet von einer schweren wirtschaftliche Krise des Mutterkonzerns, führten zur schrittweisen Ablösung Ken Kutaragis als Chef der PlayStation-Sparte.
2011 konnte Sony den Verkaufsvorsprung der Xbox 360 erstmals einholen. Bis zur Produktionseinstellung 2017 wurden etwa 87 Millionen Exemplare verkauft. Nach Hardwareeinheiten blieb sie deutlich hinter Nintendos Wii zurück, die allerdings zumeist ein anderes Spielerklientel bediente. Eine erhebliche Mitwirkung wurde der Konsole an der Durchsetzung des Blu-ray-Formats gegenüber der HD DVD als Nachfolgeformat der Film-DVD zugesprochen.

### PlayStation 4

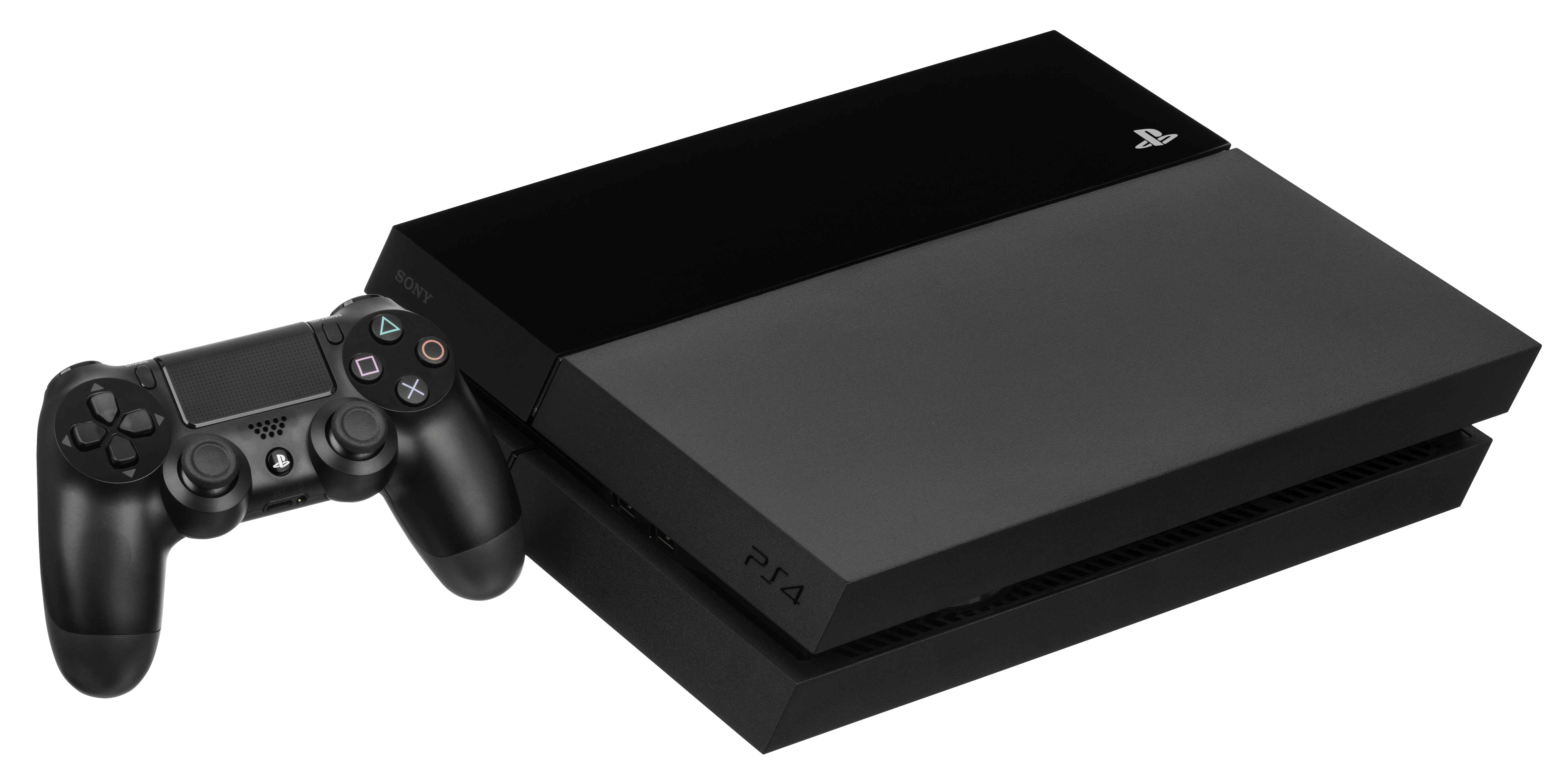
Die PlayStation-4-Videospielkonsole

Am 20. Februar 2013 stellte Sony zum ersten Mal die PlayStation 4 vor. Diese basiert auf einem Haupt- und Grafikprozessor von AMD. Die Konsole kam zuerst am 15. November 2013 in Nordamerika und zwei Wochen später in Europa auf den Markt, die Veröffentlichung in Japan erfolgte am 22. Februar 2014.
Mit dem Abgang Kutaragis und der Ernennung Mark Cernys zum Lead System Architect schwenkte die Hardwareentwicklung für die neue Konsole um auf eine x86-Architektur mit 64-Bit-Erweiterung. Auch öffnete sich die Entwicklungsabteilung stärker gegenüber Entwicklern und bezog frühzeitig deren Feedback in die Konzeption mit ein. Im Gegensatz zur konkurrierenden Xbox One konnte die PlayStation 4 daher mit deutlich schnellerem GDDR5-Arbeitsspeicher punkten und kam in Umkehrung der Verhältnisse der letzten Generation deutlich günstiger als die Microsoft-Konsole auf den Markt.
Mit der PlayStation VR bot Sony ab Oktober 2016 eine selbst entwickeltes Headset für Virtual Reality auf der PlayStation 4 an. Binnen fünf Jahren verkaufte sich die Erweiterung fünf Millionen Mal, was einer vergleichsweise hohen Verbreitung von 4,5 % unter allen PS4-Besitzern entsprach. Sony hatte damit großen Anteil an der Verbreitung von VR im Spielebereich, konnte den Durchbruch in den Massenmarkt allerdings ebenso wenig wie die Konkurrenz erreichen. Im November 2016 brachte Sony mit der PlayStation 4 Pro erstmals eine hardwaretechnisch verbesserte Zwischengeneration einer Konsole heraus, die Entwicklern optische Aufwertungen ihrer Spiele für diese Modelle erlaubte. Die Abwärtskompatibilität aller Softwaretitel zu älteren Hardwaremodellen blieb für Entwickler allerdings verpflichtend.
Im Konkurrenzumfeld mit der Xbox One ging die PlayStation 4 als dominierende Plattform eindeutig als Sieger hervor. Mit 117 Millionen verkauften Einheiten, zahlreichen plattformexklusiven Erfolgstiteln und hohen Softwareverkaufszahlen wurde sie einer der bis dahin größten Verkaufserfolge des Sony-Konzerns.

### PlayStation 5

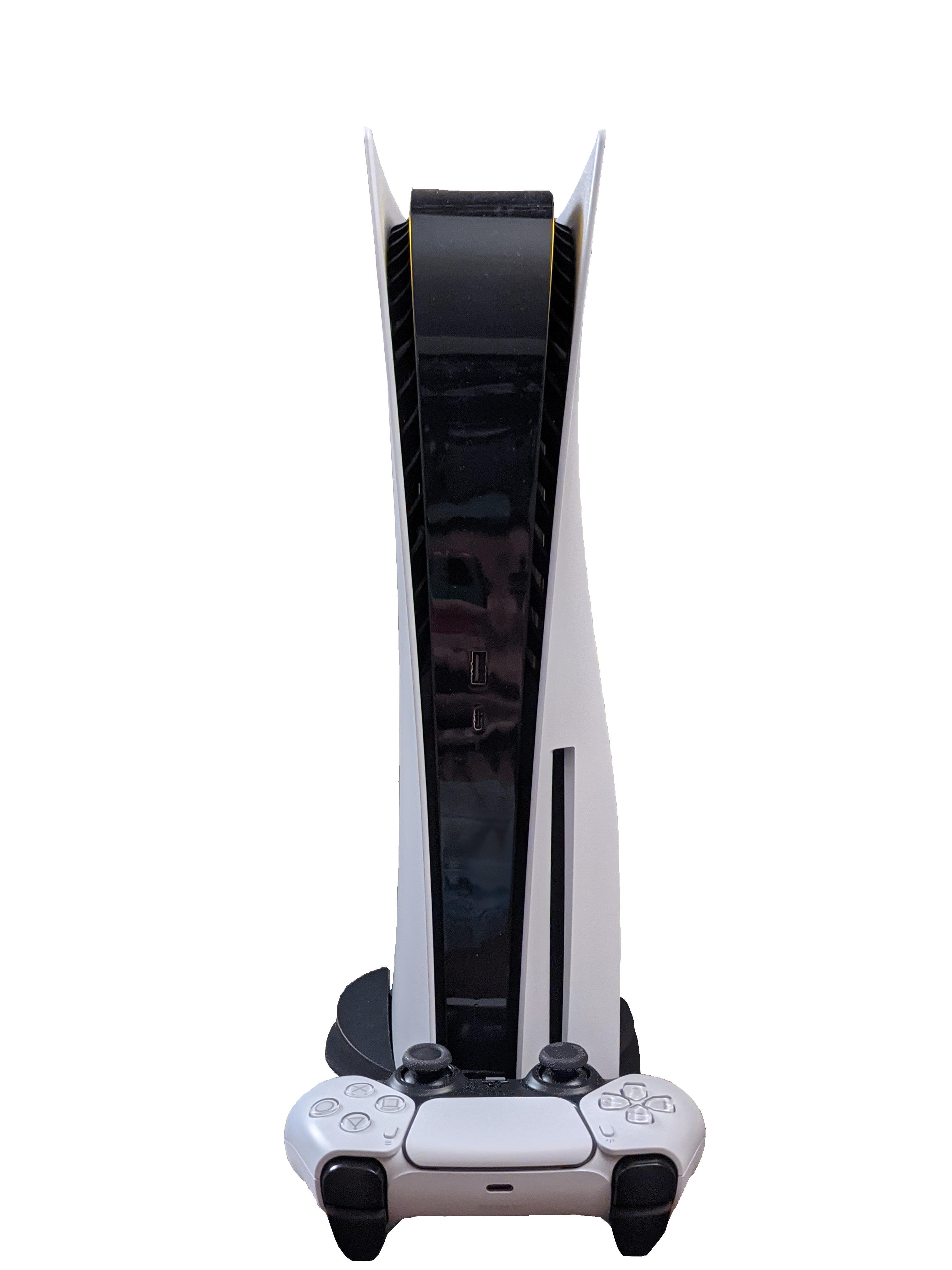
Die PlayStation-5-Videospielkonsole

Die 5. Generation der PlayStation erschien im Vorfeld des Weihnachtsgeschäfts 2020 am 13. bzw. 19. November 2020. Sie ist der Nachfolger der PlayStation 4, zu der eine Abwärtskompatibilität besteht.
Aufgrund der weltweit hohen Nachfrage sowie der sogenannten Chipkrise infolge der weltweiten Corona-Pandemie, die eine Aufstockung der Produktion erschwerte, dauerte es über zwei Jahre, bis die PlayStation 5 in Deutschland flächendeckend verfügbar war. Zuvor waren Handelsketten nur punktuell beliefert worden, wobei die gelieferten Mengen binnen weniger Minuten online ausreserviert waren. Im Dezember 2023 vermeldete Sony Interactive Entertainment das Erreichen der Marke von 50 Mio. verkauften PlayStation 5.

## Übersicht der Entwicklungs-Studios
Folgende Entwickler (First-Party-Entwickler) sind Teil der PlayStation Studios:
| - Sony Interactive Entertainment Japan Asia (SIEJA) - Polyphony Digital - Team Asobi (Nachfolger von Japan Studio) - Malaysia Studio | - Sony Interactive Entertainment America (SIEA) - SIE Santa Monica Studio - Naughty Dog - Bluepoint Games - Insomniac Games - Sucker Punch Productions - Bend Studio (früher Eidetic) - SIE San Diego Studio - SIE Foster City Studio - San Mateo Studio – (unter anderem PixelOpus) - Valkyrie Entertainment | - Sony Interactive Entertainment Europe (SIEE) - Guerrilla Games - Media Molecule - Housemarque - Nixxes Software - Firesprite - SIEE London Studio - Team Soho – (Fusionierte mit Studio Camden. Heute SIEE London Studio.) - Studio Camden – (Fusionierte mit Team Soho. Heute SIEE London Studio.) - XDEV – External Development Studio Europe |

Zusätzlich pflegt SIE Beziehungen zu Entwicklern die nicht zu Sony gehören, aber exklusiv für Sonys Plattformen produzieren, wie z. B. Clap Hanz (Everybody’s Golf, Japan) und Kojima Productions (Death Stranding, Japan). Gleichzeitig schließt der Hersteller mit anderen Entwicklern wie Square Enix titelabhängige Exklusivverträge ab, so war z. B. das 2020 veröffentlichte Remake von Final Fantasy VII bis zum Dezember 2021 nur auf PlayStation 4 und 5 erhältlich, erst danach erschien das Spiel auch auf Microsoft Windows.

## Franchises
| - Ape Escape - Battle Arena Toshinden - Bloodborne - Dark Chronicle/Dark Cloud - Demon’s Souls - EyeToy - Flow - Flower - Forbidden Siren - Formel 1 - Genji – Dawn of the Samurai - Ghosthunter - God of War - Gran Turismo - Grind Session - Heavenly Sword - Horizon - Hot Shots Golf - ICO - Infamous | - Jak and Daxter - Journey - Kileak: The DNA Imperative - Killzone - Legend of Dragoon - Legend of Legaia - LittleBigPlanet - LocoRoco - Marvel’s Spider-Man - Monster Kingdom - NBA Shootout - NFL GameDay - NFL Xtreme - NHL Faceoff - MediEvil - Okage:Shadow King - Popolocrois - Returnal - Primal - Ratchet & Clank | - Resistance - Rise to Honour - Rogue Galaxy - Rule of Rose - Shadow of the Colossus - SingStar - Sly Cooper - SOCOM: U.S. Navy SEALs - Syphon Filter - The Getaway - The Last Guardian - The Last of Us - The Mark of Kri - This Is Football - Twisted Metal - Uncharted - World Rally Championship - Warhawk - Wipeout - 24: The Game |